# Oligoclada amphinome
Oligoclada amphinome is een libellensoort uit de familie van de korenbouten (Libellulidae), onderorde echte libellen (Anisoptera).
De wetenschappelijke naam Oligoclada amphinome is voor het eerst geldig gepubliceerd in 1919 door Ris.